# Gluve kučke
Gluve kučke je rok sastav iz Zrenjanina garažnog zvuka osnovan je 1989. godine. Kroz grupu su prošli brojni muzičari, a ključni članovi bili su pevač Andrej Bulovan, pevač Darko Cvetić, gitaristi Srđan Graovac, Aleksandar Anđeo Mihić, Dalibor Kurjak, basisti Zoran Mojsin, Ljuba Avramov, bubnjari Vladimir Jovanović i Darko Kurjak. Sa njima su svirali basista Gojko Ševar i Nikola Pavković.
Prve snimke Makarska i Ruža objavili su na zajedničkoj ploči vojvođanskih sastava Dim nad gradom(RAG Records 1990). Debi LP Boogey Man u vinilnom izdanju, uz njihove pesme doneo je i Alison, obradu hita grupe Pixies. Snimak nastupa koji su održali 27. novembra 1993. godine u beogradskom KST-u objavljen je na kaseti Intoksinacija heroinom - Live at KST. Nikola Pavković je po odlasku osnovao sastav Oružjem protiv otmičara. Ševar, Graovac i Kurjak su početkom 1996. godine prešli u obnovljenu grupu Partibrejkers.
Sa pesmom Mesečar Gluve kučke su zastupljene na kompilaciji Ovo je zemlja za nas?!?(BOOM 93/B 92 1998). U sopstvenoj režiji su objavili CD Izađi gujo čeka te aždaja sa devet novih pesama od kojih je šest snimljeno na koncertu. Od 1998. godine povremeno nastupaju u postavi Andrej Bulovan, Dalibor Kurjak, Aleksandar Mihić, Ljuba Avramov i Darko Kurjak.

## Diskografija
- Boogey Man (Carlo Records 1993)
- Intoksinacija heroinom - Live at KST (ITMM 1994. koncertna kaseta)
- Izađi gujo čeka te aždaja (Samostalno izdanje 1998)

## Literatura
- Petar Janjatović, Ex yu Rock enciklopedija. Beograd 2007, drugo dopunjeno izdanje, Čigoja štampa.

## Spoljašnje veze
- Diskografija